# Balarampur
Balarampur é uma vila no distrito de Puruliya, no estado indiano de Bengala Ocidental.

## Geografia
Balarampur está localizada a 23° 07′ N, 86° 13′ L. Tem uma altitude média de 300 metros (984 pés).

## Demografia
Segundo o censo de 2001, Balarampur tinha uma população de 21 824 habitantes. Os indivíduos do sexo masculino constituem 52% da população e os do sexo feminino 48%. Balarampur tem uma taxa de literacia de 58%, inferior à média nacional de 59,5%; com 63% para o sexo masculino e 37% para o sexo feminino. 14% da população está abaixo dos 6 anos de idade.